# Pivín
Pivín (en allemand : Piwin) est une commune du district de Prostějov, dans la région d'Olomouc, en République tchèque. Sa population s'élevait à 734 habitants en 2023.

## Géographie
Pivín se trouve à 6 km au nord-nord-ouest de Němčice nad Hanou, à 12 km au sud-sud-est de Prostějov, à 24 km au sud d'Olomouc et à 213 km à l'est-sud-est de Prague.
La commune est limitée par Skalka et Čelčice au nord, par Klenovice na Hané et Tvorovice à l'est, par Hruška, Němčice nad Hanou et Víceměřice au sud, et par Dobromilice, Vřesovice et Výšovice à l'ouest.

## Histoire
La première mention écrite de la localité date de 1321.

## Transports
Par la route, Pivín se trouve à 13 km de Prostějov, à 31 km d'Olomouc et à 264 km de Prague.